# Miss Universo 2015
Miss Universo 2015 foi a 64.ª edição do concurso Miss Universo, realizada em 20 de dezembro de 2015 no The AXIS, no Planet Hollywood Resort and Casino, em Las Vegas, Nevada, nos Estados Unidos. No final do evento, a Miss Universo 2014, Paulina Vega, da Colômbia, coroou a filipina Pia Wurtzbach como sua sucessora. Esta foi a primeira vez que dois concursos de Miss Universo foram realizados no mesmo ano (um deles retroativo ao ano anterior).
A transmissão do concurso nos Estados Unidos, que serve de referência para a geração e distribuição internacional das imagens, foi feita pela primeira vez pela FOX. Já a transmissão dos eventos preliminares e de bastidores continuou sendo feita pelo YouTube.

## Cidade-sede

### China
Doze dias depois de ser coroada, Paulina Vega revelou ao jornal porto-riquenho ''El Nuevo Dia'' que seu reinado poderia ser curto, de 10 meses, pois Donald Trump (co-proprietário do concurso) teria dito que o próximo local será na China. ''Eu estou muito feliz, pois vou coroar a minha sucessora na China". sem, no entanto, especificar em qual cidade. Caso se confirme, essa será a segunda vez que o Miss Universo ocorre em um país de regime comunista - a primeira tinha sido em Nha Trang, Vietnã, em 2008.

### Colômbia
Em 28 de abril de 2015, durante a primeira visita oficial de Paulina Vega como Miss Universo 2014 a seu país natal, Shawn McClain, vice-presidente da Miss Universe Organization, disse em uma entrevista a rádio local W que o concurso de 2015 poderia ser realizado em Bogotá, com a data prevista para 15 de janeiro de 2016, no Centro de Convenções e Feiras Internacionais de Bogotá (Corferias).Más  isso não se confirmou , esta seria a primeira vez que o concurso seria realizado na Colômbia e a quarta na América do Sul - até então, Lima (1982), Quito (2004) e São Paulo (2011) tinham tido esse privilégio no continente.

### São Tomé e Príncipe
Em 17 de agosto, o serviço em português da Rádio França Internacional divulgou informações erradas de que o arquipélago lusófono de São Tomé e Príncipe poderia sediar o certame entre novembro e dezembro de 2015. Alguns dias depois,uma nota foi expedida corrigindo a informação que dizia respeito a outro concurso menor, o Miss Exquisite International, que não possui qualquer vínculo com a Miss Universe Organization.

### Estados Unidos
Em 8 de outubro de 2015, Catalina Morales, Miss Porto Rico 2015, divulgou em suas redes sociais que os novos donos marcaram a final do concurso para 20 de dezembro em Las Vegas.Outras franquias nacionais também confirmaram a data por meio dos mesmos canais de comunicação. Curiosamente, a final do Miss Mundo 2015 foi realizado um dia antes, algo que causou um certo constrangimento e e forçou  a desistência de algumas franquias, que tradicionalmente mandam as suas candidatas para os dois concursos. Esta foi a quinta vez que o concurso foi realizado na cidade, e a terceira de forma não-consecutiva em seis anos.Esta foi a primeira vez na história do concurso que dois concursos foram realizados no mesmo ano e também ,esta foi também a primeira vez desde 1998, que o concurso aconteceu por duas vezes seguidas nos Estados Unidos.

## Resultados
| Colocação            | Candidata                                                                               | País/Território                                                |
| -------------------- | --------------------------------------------------------------------------------------- | -------------------------------------------------------------- |
| Miss Universo 2015   | Pia Wurtzbach                                                                           | Filipinas                                                      |
| 2.ª colocada         | Ariadna Gutiérrez                                                                       | Colômbia                                                       |
| 3.ª colocada         | Olivia Jordan                                                                           | Estados Unidos                                                 |
| Top 5                | Flora Coquerel Monika Radulovic                                                         | França · Austrália                                             |
| Top 10               | Aniporn Chalermburanawong Clarissa Molina Mariana Jímenez Ariana Miyamoto Kanisha Sluis | Tailândia · República Dominicana · Venezuela · Japão · Curaçau |
| Top 15               | Marthina Brandt Anindya Kusuma Putri Refilwe Mtmunye Annelies Törös Wendolly Esparza    | Brasil · Indonésia · África do Sul · Bélgica · México          |
| Premiações especiais |                                                                                         |                                                                |
| Miss Simpatia        | Whitney Shikongo                                                                        | Angola                                                         |
| Melhor Traje Típico  | Aniporn Chalermburanawong                                                               | Tailândia                                                      |

## Forma de disputa

### Final
A final foi transmitida ao vivo para mais de 190 países e territórios do The AXIS, em Las Vegas, no dia 20 de dezembro de 2015. Foi apresentada pelo comediante Steve Harvey, enquanto a atriz e modelo Roselyn Sánchez cobriu os bastidores.
As 15 semifinalistas foram conhecidas ao longo da noite final, sendo que dez foram escolhidas pelo jurado especializado e cinco pela Organização Miss Universo de acordo com o desempenho das participantes nas três áreas da competição preliminar (traje de banho, traje de gala e entrevista).
Estas 15 semifinalistas foram avaliados por um outro júri:
- As 15 semifinalistas foram novamente avaliadas em traje de banho (que pela primeira vez elas puderam escolher), aonde cinco foram eliminadas
- As 10 que continuaram (semifinalistas) desfilaram em traje de noite (novamente escolhido por elas), aonde foram eliminadas mais 5.
- As 5 restantes (semifinalistas) responderam uma pergunta selecionada pela organização especificamente para cada uma delas,aonde mais 2 foram eliminadas.
- As três agora finalistas, se submeteram a última pergunta (feita para todas e selecionada por meio do Facebook). Após isso, que somados aos votos da audiência,do júri e das outras 77 participantes se definiram as três posições finais e Miss Universo 2015.[9][10]

#### Jurados
- Emmitt Smith – Ex jogador de futebol americano do Dallas Cowboys e vencedor da terceira temporada do programa Dancing with the Stars.
- Niecy Nash – atriz,integrante do elenco da série Scream Queens.
- Olivia Culpo – Miss Universo 2012
- Perez Hilton – blogueiro, colunista e celebridade multimídia.
- O público do mundo inteiro pôde avaliar juntamente com os quatro sobre citados.

##### Jurado especial para a última rodada da competição
- As 77 participantes que não chegaram a última rodada votaram, os quais foram somados aos cinco jurados que participaram das rodadas anteriores.

### Preliminar
No dia 17 de dezembro, todas as candidatas desfilaram em traje de banho e em traje de gala no chamado Presentation Show. Elas se apresentaram perante os juízes preliminares, que levaram em consideração a impressão que tiveram das candidatas para selecionar parte das semifinalistas. Anteriormente, as candidatas já haviam sido avaliadas pelos jurados na entrevista preliminar.

#### Jurados
Relação divulgada pela Miss Universe Organization:
- Erika Albies – Vice Presidente da Divisão Global de Moda da IMG
- Erin Brady – Miss USA 2013
- Julio Caro – Diretor de Televisão e Produtor Independente
- Keiko Uraguchi – Diretora das Área das Parecerias Digitais da  WME/IMG
- Nischelle Turner – Correspondente do programa Entertainment Tonight
- Rocky Motwani – Empresário
- Zak Sorref – Expert em Marketing

### Talent Show
A Organização Miss Universo pela primeira vez na história decidiu realizar um Talent Show, cuja participação foi facultativa, o qual foi realizado um espetáculo especial no dia 13 de dezembro de 2015, que serviu para gravar imagens que seriam usadas durante a transmissão do concurso, na qual participaram as seguintes misses:
- África do Sul - Refilwe Mthimunye
- Bolívia - Romina Rocamonje
- Canadá - Paola Nunez
- Costa Rica - Brenda Castro
- Gabão - Ornella Obone
- Geórgia - Janet Kerdikoshvili
- Guatemala - Jeimmy Tahíz Aburto
- Hungria - Nikoletta Nagy
- Índia - Urvashi Rautela
- Indonésia - Anindya Kusuma Putri
- Ilhas Virgens Britânicas - Adorya Baly
- Israel - Avigail Alfatov
- Ilhas Maurícias - Sheetal Khadun
- Nigéria - Debbie Collins
- Paraguai - Myriam Arévalos
- Chéquia - Nikol Švantnerová
- República Dominicana - Clarissa Molina
- Sérvia - Daša Radosavljević
- Tailândia - Aniporn Chalermburanawong
- Turquia - Melisa Uzun
- Vietname - Huong Pham

Não há conhecimento se essa etapa interferiu em algum resultado ao longo do concurso.

## Programação musical
- Abertura: Beautiful Now por Zedd com Jon Bellion, Lean On por Major Lazer & DJ Snake com MØ, Cheerleader por Omi
- Competição em traje de banho: Marvin Gaye, One Call Away e Some Type of Love de Charlie Puth (Performance Ao Vivo)
- Competição em traje de gala: Live Forever e Done de The Band Perry (Performance Ao Vivo)
- Final Look: Every Time I'm with You, Kiss from a Rose e Crazy de Seal (Performance Ao Vivo)

## Candidatas
80 candidatas competiram pelo título. A vencedora do concurso está em negrito.
| País/Território          | Candidata                 | Idade | Cidade natal        |
| ------------------------ | ------------------------- | ----- | ------------------- |
| África do Sul            | Refilwe Mthimunye         | 23    | Pretória            |
| Albânia                  | Megi Luka                 | 19    | Fushë-Krujë         |
| Alemanha                 | Sarah-Lorraine Riek       | 22    | Berlim              |
| Angola                   | Witney Shikongo           | 19    | Huíla               |
| Argentina                | Claudia Barrionuevo       | 24    | Salta               |
| Aruba                    | Alysha Boekhoudt          | 20    | Oranjestad          |
| Austrália                | Monika Radulovic          | 24    | Sydney              |
| Áustria                  | Amina Dagi                | 20    | Bregenz             |
| Bahamas                  | Toriah Penn               | 27    | Nassau              |
| Bélgica                  | Annelies Törös            | 20    | Antuérpia           |
| Bolívia                  | Romina Rocamonje          | 21    | Beni                |
| Brasil                   | Marthina Brandt           | 23    | Vale Real           |
| Bulgária                 | Radostina Todorova        | 20    | Vratsa              |
| Canadá                   | Paola Valdez              | 24    | Toronto             |
| Chile                    | María Belén Jerez         | 26    | Viña del Mar        |
| China                    | Jessica Xue               | 21    | Shenzhen            |
| Colômbia                 | Ariadna Gutiérrez         | 21    | Sincelejo           |
| Coreia do Sul            | Kim Seo-yeon              | 22    | Seul                |
| Costa Rica               | Brenda Castro             | 23    | Guápiles            |
| Croácia                  | Mirta Kuštan              | 22    | Krapina-Zagorje     |
| Curaçau                  | Kanisha Sluis             | 19    | Willemstad          |
| Dinamarca                | Cecilie Wellemberg        | 20    | Copenhague          |
| El Salvador              | Idubina Rivas             | 22    | San Salvador        |
| Equador                  | Francesca Cipriani        | 22    | Guayaquil           |
| Espanha                  | Carla García              | 25    | Las Palmas          |
| Estados Unidos           | Olivia Jordan             | 27    | Tulsa               |
| Filipinas                | Pia Wurtzbach             | 25    | Cagayan de Oro      |
| Finlândia                | Rosa Maria Ryyti          | 21    | Oulu                |
| França                   | Flora Coquerel            | 21    | Mont-Saint-Aignan   |
| Gabão                    | Ornella Obone             | 22    | Oyem                |
| Gana                     | Hilda Akua                | 26    | Kumasi              |
| Geórgia                  | Janet Kerdikoshvili       | 24    | Tbilisi             |
| Grã-Bretanha             | Nena France               | 24    | Londres             |
| Grécia                   | Mikaela Fotiadis          | 21    | Creta               |
| Guatemala                | Jeimmy Aburto             | 22    | Cidade da Guatemala |
| Guiana                   | Shauna Ramdehan           | 26    | Georgetown          |
| Haiti                    | Lisa Drouillard           | 23    | Porto Príncipe      |
| Honduras                 | Iroshka Lindaly Elvir     | 22    | Choluteca           |
| Hungria                  | Nikoletta Nagy            | 21    | Miskolc             |
| Ilhas Caimã              | Toni Chisholm             | 26    | North Side          |
| Ilhas Virgens Britânicas | Adorya Baly               | 22    | Tortola             |
| Índia                    | Urvashi Rautela           | 21    | Kotdwara            |
| Indonésia                | Anindya Kusuma Putri      | 23    | Semarang            |
| Irlanda                  | Joanna Cooper             | 21    | Londonderry         |
| Israel                   | Avigail Alfatov           | 18    | Acre                |
| Itália                   | Giada Pezzaioli           | 23    | Montichiari         |
| Jamaica                  | Sharlene Rädlein          | 24    | Kingston            |
| Japão                    | Ariana Miyamoto           | 20    | Nagasaki            |
| Kosovo                   | Mirjeta Shala             | 21    | Vučitrn             |
| Líbano                   | Cynthia Samuel            | 20    | Beirute             |
| Malásia                  | Vanessa Tevi Kumares      | 23    | Negeri Sembilan     |
| Maurícia                 | Sheetal Khadun            | 26    | Port Louis          |
| México                   | Wendolly Esparza          | 24    | Aguascalientes      |
| Montenegro               | Maja Čukić                | 20    | Podgorica           |
| Myanmar                  | May Barani Thaw           | 24    | Yangon              |
| Nicarágua                | Daniela Torres            | 25    | Manágua             |
| Nigéria                  | Debbie Collins            | 23    | Ebonyi              |
| Noruega                  | Martine Rødseth           | 23    | Nord-Odal           |
| Nova Zelândia            | Samantha McClung          | 25    | Christchurch        |
| Países Baixos            | Jessie Jazz Vuijk         | 20    | Amsterdã            |
| Panamá                   | Gladys Brandão            | 24    | Los Santos          |
| Paraguai                 | Myriam Arévalos           | 22    | Assunção            |
| Peru                     | Laura Spoya               | 21    | Lima                |
| Polónia                  | Weronika Szmajdzińska     | 24    | Estetino            |
| Portugal                 | Emília Araújo             | 24    | Açores              |
| Porto Rico               | Catalina Morales Gómez    | 24    | Guaynabo            |
| Chéquia                  | Nikol Švantnerová         | 22    | České Budějovice    |
| República Dominicana     | Clarissa Molina           | 23    | Espaillat           |
| República Eslovaca       | Denisa Vyšňovská          | 20    | Prievidza           |
| Rússia                   | Vladislava Evtushenko     | 19    | Chita               |
| Sérvia                   | Daša Radosavljević        | 19    | Kragujevac          |
| Singapura                | Lisa Marie White          | 22    | Cidade de Singapura |
| Suécia                   | Paulina Brodd             | 20    | Estocolmo           |
| Tailândia                | Aniporn Chalermburanawong | 21    | Lampang             |
| Tanzânia                 | Lorraine Marriot          | 21    | Dar es Salaam       |
| Turquia                  | Melisa Uzun               | 19    | Ancara              |
| Ucrânia                  | Anna Vergelskaya          | 26    | Kiev                |
| Uruguai                  | Bianca Sánchez            | 20    | Montevidéu          |
| Venezuela                | Mariana Jiménez           | 21    | La Guaira           |
| Vietname                 | Phạm Thị Hương            | 24    | Haiphong            |

### Indicações
- Bulgária - Radostina Todorova foi indicada "Miss Universo Bulgária 2015" pela franqueada local, devido a falta de tempo hábil para o Miss Universo Bulgária.
- Geórgia - Janet Kerdikoshvili, foi indicada pela franquia local. Nenhuma seletiva foi realizada. Janet Kerdikoshvili foi a Miss Geórgia 2013 e não pode competir no Miss Universo 2013 por motivos de saúde.[92]
- El Salvador - Idubina Rivas foi indicada pelos diretores da franquia local. Nenhuma seletiva foi realizada.[34]
- França - Flora Coquerel foi indicada como a "Miss Universo França 2015" pela dona do Miss França, Sylvie Tellier. Coquerel foi coroada Miss França 2014 e era esperada para competir tanto no Miss Universo 2014 e no Miss Mundo 2014,mas com a realização do Miss Universo 2014,em janeiro ela foi substituida pela Miss França 2015 Camille Cerf.
- Grécia - Mikaela Fotiadis foi coroada "Star Hellas 2015" após um casting.[93]
- Haiti - Lisa Drouillard foi indicada “Miss Haiti Universo 2015” em um casting organizado pela franqueada local.
- Paraguai - Devido a problemas de calendário, a Organização Miss Universo, autorizou a organização do Miss Paraguai a enviar uma candidata sem a necessidade de um concurso nacional, a partir de um casting com candidatas das edições anteriores.[94]
- Portugal - Emília Araújo foi indicada "Miss Universo Portugal 2015" em um casting realizado pela franqueada local.
- Polónia - Weronika Szmajdzińska foi indicada pela franqueada local. Devido as mudanças de calendário. Nenhuma seletiva foi realizada.[75]
- Kosovo - Mirjeta Shala foi indicada pela franqueada local. Mirjeta foi a Miss Universo Kosovo 2013 e não pode competir no Miss Universo 2013 por problemas de visto, já que o Kosovo não é reconhecido pela Rússia como um país autônomo.[95]
- Singapura - Lisa Marie White foi indicada pela franquia local. Nenhuma seletiva foi realizada.[96]

### Substituições
Devido ao conflito de datas com o Miss Mundo 2015, os seguintes países substituíram as suas candidatas:
- Áustria - Annika Grill foi substituída por Amina Dagi, Miss Áustria 2012.[97]
- África do Sul - Liesl Laurie foi substituída por Refilwe Mthimunye, 2º colocada no Miss África do Sul 2015.[12]
- Rússia - Sofia Nikitchuk foi substituída por Vladislava Evtushenko, 2º colocada no Miss Rússia 2015.[98]
- Gabão - O país decidiu enviar Ornella Obone, 4º colocada no Miss Gabão 2015 para o Miss Universo e Reine Ngotala será enviada para o Miss Mundo.[99]

### Ausências(em relação à edição anterior)
- Cazaquistão - A candidata foi eliminada alguns dias antes de chegar a Las Vegas.
- Eslovênia- Ana Haložan sofreu uma concussão cerebral,o que lhe causou uma paralisia facial, ao cair no banheiro do seu quarto no hotel aonde as misses estavam hospedadas, e foi hospitalizada, o que a impediu de fazer o registro, participar das entrevistas e dos ensaios fotográficos.[100] Após a incerteza de sua participação, ela não esteve presente na apresentação oficial das candidatas.
- Guam - A franqueada local optou por atrasar o Miss Guam para o início de 2016.[101]
- Santa Lúcia - A franqueada local optou por não designar nenhuma candidata para o Miss Universo deste ano.[102]
- Trinidad e Tobago - A franqueada local decidiu cancelar o concurso nacional por falta de tempo hábil para a realização do concurso nacional. O país voltará a competir em 2016.[103]
- Egito e  Turcas e Caicos - Os concursos locais foram adiados para 2016 por falta de dinheiro das franqueadas.
- Lituânia - O Miss Lituânia foi adiado para 2016.
- Suíça  - Após o Miss Schweiz perder os direitos do Miss Universo, o Miss Universo Suíça indicou uma candidata em 2014, mas devido a falta de patrocínio no concurso local, neste ano, o país não enviou candidata.
- Etiópia - O Miss Etiópia foi cancelado por falta de patrocínio.
- Quênia - O Miss Quênia foi adiado para 2016.
- Sri Lanka - O Miss Sri Lanka foi adiado para 2016.

## Controvérsias

### Rompimento de contratos de TV da NBC e Univisión
Donald Trump, então dono do Miss Universo, descreveu os imigrantes mexicanos como "corruptos, criminosos, traficantes de drogas e estupradores" durante o discurso de lançamento de sua pré-candidatura à presidência dos Estados Unidos pelo Partido Republicano, no dia 20 de junho de 2015. O fato causou vários constrangimentos nos Estados Unidos, a começar da rede hispânica Univisión, que tinha assinado cinco meses antes um contrato de cinco anos com Trump e a Miss Universe Organization. A emissora, após o discurso de Trump, cancelou os contratos de transmissão do Miss Universo e do Miss USA, além de tudo relacionado ao concurso.
A mesma medida foi tomada no dia 29 de junho pelo conglomerado de mídia NBCUniversal, que cortou todos os laços empresariais com a Organização Trump, inclusive a sociedade na administração da Miss Universe Organization. Em declaração pública, a rede de televisão aberta NBC citou que "respeito e dignidade com todas as pessoas são pedras fundamentais de nossos valores", para abrir a justificativa de rescisão contratual para as transmissões do Miss Universo e Miss USA, além de afastar Trump da apresentação do reality The Apprentice, bem como sua edição de celebridades, que seguem na emissora por estarem sob acordo de licenciamento com a United Artists Group.

### Boicote de países latinos

##### México
Lupita Jones, Miss Universo 1991 e atual dona do Nuestra Belleza México, manifestou seu constrangimento em relação a Donald Trump sobre seu ponto de vista dos imigrantes mexicanos,chegando ao ponto de considerar um boicote, podendo não enviar Wendolly "Wendy" Esparza, Miss México, para a competição. No dia 29 de junho, a Televisa anunciou que não enviaria Wendy Esparza por meio de um comunicado aos meios de comunicação e também comunicou o rompimento de laços com Trump e com a Organização Miss Universo. Poderia ter sido a primeira vez em 48 anos ininterruptos de participação que o país ficaria fora do concurso
 Entretanto, após a venda e a desvinculação de Trump do concurso, a franquia nacional reconsiderou a sua decisão.

##### Costa Rica
A organização do concurso Miss Costa Rica também anunciou que sua candidata não poderia participar do Miss Universo deste ano em protesto pelas declarações "xenófobas e ofensivas" do magnata Donald Trump sobre os imigrantes mexicanos nos Estados Unidos. A empresa Televisora de Costa Rica (Teletica), que mantém a relação nesse país com a franquia de Miss Universo há mais de 40 anos, informou em um comunicado a decisão de manter o concurso Miss Costa Rica para o mês de agosto, mas que sua vencedora não participaria do concurso internacional do qual Trump é dono. Esta seria a primeira vez desde 1961 que o país não participaria do concurso. Entretanto,após a venda e a desvinculação de Trump do concurso,a franquia nacional também reconsiderou.
No comunicado, a emissora costa-riquenha indicou que o concurso tem procurado unir os mais diversos países e culturas, realizando campanhas humanitárias e não discriminando nenhuma candidata pela cor de sua pele, sua religião nem suas ideias. "As opiniões de Donald Trump são totalmente contrárias aos mais básicos princípios da nacionalidade costa-riquenha, princípios que guiam também o trabalho diário de todos em nossa empresa", afirmou a emissora. "Portanto, a Televisora de Costa Rica decidiu não transmitir o concurso Miss Universo. Somente voltaríamos atrás na nossa decisão se Donald Trump se retratar e oferecer desculpas por suas inadmissíveis declarações, ou se ele se afastar totalmente da organização do concurso", acrescentou.
A empresa assegura que a decisão foi apoiada por todas as candidatas do concurso Miss Costa Rica, como evidência a "vontade deles de antepor a defesa de princípios a qualquer interesse pessoal".
No entanto, com a venda do concurso por parte de Donald Trump da MUO, a Televisora de Costa Rica, dona da franquia local anunciou no início de outubro que o país enviaria Brenda Castro ao concurso de 2015.

##### El Salvador
Marisela de Montecristo, ganhadora do Nuestra Belleza Latina 2013, de El Salvador, que pretendia participar do Nuestra Belleza El Salvador, comunicou em sua conta do Facebook que não iria participar do concurso local, não assumindo que ganharia, mas se ganhasse não iria participar do concurso, após as declarações de Trump sobre os imigrantes mexicanos e os latino-americanos. A participação do país acabou confirmada, porém com outra candidata eleita.

### Boicote de artistas e retirada de patrocínio
Zuleyka Rivera, Miss Universo 2006 de Porto Rico, que estava confirmada no júri do Miss USA 2015, que seria realizado em 12 de julho, acabou recusando sua participação, se sentiu extremamente ofendida e anunciou seu apoio a comunidade mexicana em sua conta no Facebook. A isso se somaram as renúncias do ator chileno Cristián de la Fuente e da atriz porto-riquenha Roselyn Sánchez em ancorarem a transmissão em espanhol pelo canal pago UniMás, pertencente à Univision. Entretanto com a mudança de donos, Roselyn apresentou a parte de bastidores do Miss Universo 2015 na geração oficial da FOX.
Em 30 de junho, Cheryl Burke e Thomas Roberts, que estavam escalados para apresentar o Miss USA 2015, renunciaram aos seus respectivos postos no concurso, em protesto as declarações de Trump. No mesmo dia, Trump anunciou que iria processar a Univisión em US$ 500 milhões. Bogotá também retirou sua proposta como sede do Miss Universo 2015, pelos mesmos motivos, alegando que a cidade está se sentindo ofendida com as declarações.
Por outro lado, a empresa Farouk Systems, Inc., que era um dos principais parceiros do Miss Universo, anunciou formalmente que estava retirando seu patrocínio para todos os eventos organizados pela MUO - Miss Universo, Miss USA e Miss Teen USA. Em um comunicado, a empresa anunciou que: "Nossa empresa é multi-cultural, com as pessoas de descendência latino-americana que formam uma grande porcentagem de nossos empregados e clientes fiéis. Como una empresa orgulhosamente fundada no conceito de vir para os Estados Unidos atrás do sonho americano, os comentários do Sr. Trump não e nunca refletem as posturas desta empresa".

### Venda do concurso
Em 11 de setembro de 2015, Donald Trump anuncia que comprou os 50% do concurso que estavam de propriedade da NBC, por uma quantia desconhecida. Três dias depois, em 14 de setembro, Trump anunciou a venda do concurso para o grupo de entretenimento WME/IMG, permitindo a Trump se desvincular do concurso depois de 19 anos. O negócio foi estimado em US$ 28 milhões.

### Erro no anúncio da vencedora
Steve Harvey, apresentador do evento, anunciou erroneamente como ganhadora a Miss Colômbia, Ariadna Gutiérrez, que foi coroada pela também colombiana Paulina Vega, Miss Universo 2014. Depois de um minuto da coroação inicial, Harvey pediu a palavra e a câmera e que assumia toda a responsabilidade pelo erro, anunciando que a verdadeira vencedora era a Miss Filipinas Pia Alonzo Wurtzbach e que Gutiérrez era a segunda colocada. As duas candidatas ficaram constrangidas, além da própria Paulina e do público presente, que recebeu o resultado com vaias. Além disso, o primeiro desfile de Wurtzbach não pode ser transmitido, em um dos momentos mais constrangedores da história do concurso.
O erro foi cometido por Harvey porque ele acreditou que o logotipo da organização contido no cartão do resultado final era, na realidade, o nome da candidata que ele devia anunciar como: "Miss Universo". No final, ele mostrou que o nome e a posição das candidatas estavam em letras pequenas e que ele não tinha lido direito. Apesar do equívoco, Harvey foi confirmado como apresentador da edição de 2016. Após esta gafe, Harvey assinou um contrato por 3 anos com a Organização Miss Universo, confirmando a sua posição como apresentador até a edição de 2018 do concurso, havendo a opção de renovação do mesmo por mais quatro anos.